# La Gresca
La Gresca fou un periòdic dels diumenges editat per catalans establerts a Santiago de Cuba (Cuba) el febrer de 1869, amb forta influència de la Renaixença catalana.
Va patrocinar la publicació a l'Havana el 1871 el primer llibre bilingüe Fe, pàtria, amor, escrit per l'exiliat liberal Francesc Camprodon i Safont.